# Іванцов Кирило Валерійович
Кири́ло Вале́рійович Іванцо́в — старший солдат Збройних сил України, учасник російсько-української війни.

## Нагороди
За особисту мужність і героїзм, виявлені у захисті державного суверенітету та територіальної цілісності України, вірність військовій присязі під час російсько-української війни нагороджений
- орденом «За мужність» III ступеня (4.12.2014)

Нагороду отримав у квітні 2015-го у Запорізькому госпіталі, де лікувався після поранень.